# Complicated (canción de Good Charlotte)
«Complicated» es una canción de la banda estadounidense de pop punk Good Charlotte, lanzada en el álbum debut homónimo Good Charlotte como la canción número 6.

## Significado
La letra tiene cierto tono de burla hacia una chica, la cual según la letra los abandono (no se dice a quien) en una habitación con una televisión en blanco, y ahora esa chica está viviendo sola (como un perro sin hueso, dice la canción)